# Fausto Pizzi
Fausto Pizzi (Rho, 21 luglio 1967) è un dirigente sportivo, allenatore di calcio ed ex calciatore italiano, di ruolo centrocampista.

## Carriera

### Club
Cresciuto nelle giovanili dell'Inter, viene aggregato alla prima squadra nella stagione 1985-86 senza mai scendere in campo. Viene dirottato alla Centese, in Serie C1, e alla prima esperienza in una formazione professionista scende in campo in 27 occasioni segnando 8 gol.

Pizzi al L.R. Vicenza nella stagione 1988-1989

Viene ingaggiato nell'estate 1987 dal L.R. Vicenza, sempre in Serie C1, in cui milita per due stagioni. In Veneto vince con 16 gol la classifica marcatori del girone A del campionato 1988-1989, in un convulso finale di stagione per la formazione biancorossa, in cui Pizzi segna un calcio di rigore all'ultimo minuto dell'ultimo turno di campionato contro il Trento che vale la salvezza dei berici.
Passa al Parma nel quale realizza 12 segnature; la squadra viene promossa in Serie A al termine della stagione 1989-1990. Fa quindi ritorno all'Inter dove rimane per due annate, tra cui quella della vittoria della Coppa UEFA 1990-1991.
Ritorna nuovamente a Parma, contribuendo tra l'altro alla vittoria della Coppa delle Coppe 1992-1993, primo trofeo europeo della formazione ducale. All'inizio della annata 1993-1994, dopo 3 partite, passa all'Udinese sigla 6 reti, che tuttavia non evitano alla formazione friulana la retrocessione in Serie B; Pizzi rimane ad Udine anche nella stagione successiva, contribuendo con 11 gol all'immediata promozione dei bianconeri.
Ingaggiato dal Napoli nell'estate 1995, passa la stagione successiva al Perugia, dove, al termine del campionato, retrocede nella serie cadetta. Ingaggiato dal Genoa, vive una stagione con 18 presenze. Trasferitosi alla Cremonese, retrocede in Serie C1 al termine della stagione 1998-1999.
Pizzi rimane tuttavia nella serie cadetta, ingaggiato dal Treviso, club in cui, per la prima volta dai tempi dell'Inter, rimane per due stagioni consecutive: la seconda si conclude con la retrocessione in C1 della formazione trevigiana. Rimasto in Veneto, si trasferisce al Cittadella dove anche qui subìsce la retrocessione in terza serie.
Si trasferisce in seguito alla Reggiana, in Serie C1, quindi al San Marino e successivamente al Forlì, in Serie C2, raggiungendo nell'ultimo caso i play-off. Dopo un ultimo campionato in Eccellenza con il Terme Monticelli, formazione della provincia parmense, si ritira nel 2006 alla soglia dei 39 anni.

### Allenatore e dirigente
Dal 2007 allena le giovanili del Parma. Il 25 giugno 2009 diviene l'allenatore degli Allievi Nazionali. Il 30 giugno 2010 passa alla guida dei Giovanissimi Nazionali. Il 21 giugno 2011 diventa allenatore della formazione Primavera, con la quale ha raggiunto per due volte di fila la semifinale del Torneo di Viareggio. Il 13 luglio 2014 ritorna ad essere l'allenatore degli Allievi Nazionali, dopo aver conseguito l'abilitazione ad allenatore professionista UEFA PRO, lasciando la guida della Primavera a Hernán Crespo.
Passato a ruoli dirigenziali, nel luglio 2015 viene nominato responsabile del settore giovanile del rifondato Parma. Dopo tre anni, nell'agosto 2018, diventa direttore tecnico del settore giovanile dello Jiangsu Suning.

## Palmarès

### Giocatore

#### Club

##### Competizioni giovanili
- Torneo di Viareggio

Inter: 1986

##### Competizioni internazionali
- Coppa UEFA: 1

Inter: 1990-1991
- Coppa delle Coppe: 1

Parma: 1992-1993